# Friedrich Gedike

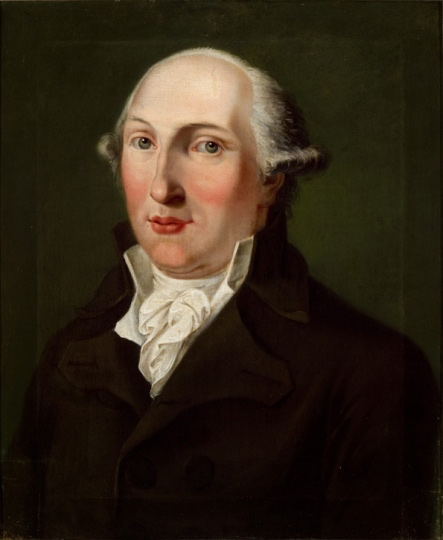
Friedrich Gedike, Gemälde vielleicht von Ferdinand Collmann, 1791, Gleimhaus Halberstadt

Friedrich Gedike (* 15. Januar 1754 in Boberow bei Karstädt, Mark Brandenburg; † 2. Mai 1803 in Berlin) war ein deutscher Theologe und Pädagoge in der Spätzeit der Aufklärung und bereitete als aufgeklärter Bildungspolitiker der preußischen Bildungsreform den Weg.

## Herkunft
Gedike stammte aus einer alten Theologen-Familie, darunter der Großvater Lambert Gedicke, der erste Feldpropst der preußischen Armee, sowie Simon Gedi(c)ke, Hofprediger des Kurfürsten Joachim II. Seine Eltern waren der Pfarrer  Friedrich Gedicke (1718–1762) und dessen Ehefrau Catharina Eleonore Seger. Der spätere Direktor der Leipziger Bürgerschule, Ludwig Gedike, war Friedrich Gedikes jüngerer Bruder.

## Leben
Gedike, früh verwaist, besuchte ab 1762 für ein Jahr die Stadtschule in Seehausen (Altmark). 1763 wurde er im Waisenhaus zu Züllichau aufgenommen und der Leiter, Gotthelf Samuel Steinbart, förderte ihn, wie er nur konnte. Am 16. April 1771 verließ Gedike die Schule des Waisenhauses und begann noch im selben Jahr an der Brandenburgischen Universität Frankfurt Theologie und alte Sprachen zu studieren.
Durch die Vermittlung seines ehemaligen Lehrers Steinbart bekam Gedike 1775 in Berlin eine Anstellung als Hauslehrer bei der Familie des Propstes Johann Joachim Spalding. Bereits ein Jahr später wurde Gedike zum Subrektor an das Friedrich-Werdersche Gymnasium berufen. 1779 wurde Gedike dort mit 25 Jahren Direktor.

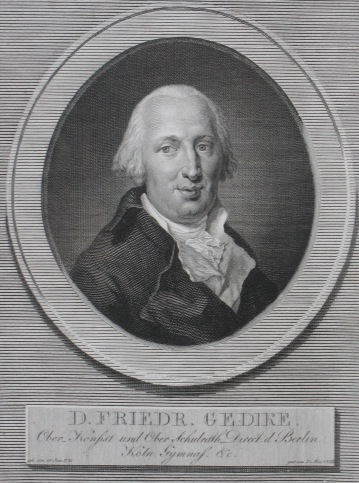
Friedrich Gedike, Kupferstich von Benedict Heinrich Bendix nach einem Porträt von Anton Graff

Gedike wurde am 1. September 1778 in die Freimaurerloge „Zur Eintracht“ in Berlin aufgenommen und gehörte ihr bis zu seinem Tod an.
1784 wurde Gedike durch Empfehlung des Ministers von Zedlitz zum Oberkonsistorialrat der Landeskirche berufen. Allerdings zeigte Preußen unter Thronnachfolger Friedrich Wilhelm II. weniger weltanschauliche Toleranz als unter Friedrich dem Großen. So geriet Gedike bald in Kritik: 1785 denunzierte ihn Johann Christoph von Woellner, er lehre „die jungen Leute öffentlich, Christus sei nichts weiter als ein ehrlicher Mann gewesen; sie möchten also nicht an ihn glauben und zum hl. Abendmahl gehen, denn er selbst ging auch nicht zum Abendmahl“. Noch war von Wöllner aber nicht Minister, Gedike noch ungebremst. Die Gründung des von ihm später selbst geleiteten Seminars für gelehrte Schulen (1787), das zum Vorbild der späteren Lehrerausbildung am Studienseminar wurde, und die Einführung der Reifeprüfung (Abitur) an den Gymnasien (1788) sind vorzugsweise sein Werk. 1787 wurde er in das von ihm angeregte Oberschulkollegium berufen und 1790 als ordentliches Mitglied in die Berliner Akademie der Wissenschaften aufgenommen, und auch die Akademie der Künste in Berlin verzeichnete ihn bald als Mitglied. Gedike wurde Mitglied der Berliner Mittwochsgesellschaft und des Montagsklubs. 1791 erhielt er ehrenhalber den Doktortitel der theologischen Fakultät der Universität Halle und 1793 übernahm er die Direktion des Berlin-Köllnischen Gymnasiums. 1794 allerdings erfolgte eine strenge Zurechtweisung von höchster Stelle: Der Monarch erklärte, Gedike gehöre zu Kirchenräten, die „bekannte Neologen und sogenannte Aufklärer“ seien, die er nur noch kurze Zeit dulden werde.
Zusammen mit Johann Erich Biester gab Gedike die von ihm initiierte Berlinische Monatsschrift (1783–1811) heraus, das Sprachrohr der Berliner Aufklärung, zu deren führenden Repräsentanten er gehörte. Er übersetzte mehrere Klassiker, veröffentlichte zahlreiche Schriften zur Pädagogik und gilt heute als wichtiger Vertreter des preußischen Neuhumanismus.
Am 2. Mai 1803 starb Friedrich Gedike in Berlin an Entkräftung und wurde am 5. Mai 1803 auf dem Nikolai-Kirchfriedhof beigesetzt. Der Berliner Verleger Johann Friedrich Unger, für den Gedike die Korrekturen zu Goethes Wilhelm Meister mitgelesen hatte, schrieb bei der Nachricht von Gedikes Tod an Goethe: „Ich verliere einen sehr redlichen und treuen Freund, den ich nie vergessen werde. Für den Preußischen Staat ist er fast unersetzlich.“ Nach einem Ölporträt von Anton Graff fertigte B. H. Bendix ein Kupferstich-Bildnis an, dessen Kopien sich in mehreren Kupferstichsammlungen befinden.
Seit September 2008 trägt die Staatliche Oberschule in Perleberg den Namen „Friedrich-Gedike-Oberschule“.

## Familie
Aus der Ehe mit der aus einer alten Berliner Honoratioren-Familie stammenden Wilhelmine Thym (Bruder: Johann Friedrich Wilhelm Thym) stammten drei Söhne und fünf Töchter, u. a. ein Jurist und der Mediziner Carl Emil Gedike; die von Goethe bedichtete älteste Tochter Laura (1799–1864) heiratete den Historiker, Schriftsteller und Kunstkammer-Direktor Friedrich Christoph Förster, ihre jüngere Schwester Rosalie (1785–1858) ehelichte den Schriftsteller und Literaturhistoriker Franz Christoph Horn und die jüngste, Sophie (1786–1859), war die zweite Ehefrau des Mediziners Heinrich Meyer.

## Schriften
- Lateinische Chrestomathie. Zweite verbesserte und vermehrte Auflage 1796 (Digitalisat)
- Aristoteles und Basedow oder Fragmente über Erziehung und Schulwesen bei den Alten und Neuern. Decker, Berlin 1779. (Digitalisat)
- Praktischer Beitrag zur Methodik des öffentlichen Schulunterrichts. Mylius, Berlin 1781. (Digitalisat)
- Gedanken über die Beförderung des Privatfleisses auf öffentlichen Schulen. J. F. Unger, Berlin 1784.[2]
- Einige Gedanken über den mündlichen Vortrag des Schulmanns. Unger, Berlin 1786. (Digitalisat)
- Einige Gedanken über Schulbücher und Kinderschriften. Unger, Berlin 1787. (Digitalisat)
- Gesammlete Schulschriften. 2 Bände. Unger, Berlin 1789 und 1795. (Digitalisat Band 1), (Band 2)
- Nachtrag zur Geschichte der Berlinischen Gymnasien. J. F. Unger, Berlin 1793.[3]
- Lateinisches Lesebuch für die ersten Anfänger. Achte rechtmäßige Auflage 1793 (Digitalisat)
- Griechisches Lesebuch für die ersten Anfänger. 4. Auflage. August Mylius, Berlin 1787 (eingeschränkte Vorschau in der Google-Buchsuche [abgerufen am 31. Mai 2023]). (MDZ: alternatives Digitalisat.)
- Kinderbuch zur ersten Übung im Lesen ohne A B C und Buchstabiren 1. Auflage 1791. (Digitalisat 2. Auflage 1798; Rezension)
- Ueber Du und Sie in der deutschen Sprache. Unger, Berlin 1794. (Digitalisat; Rezension)
- Erinnerung an Büschings Verdienste um das Berlinische Schulwesen. Unger, Berlin 1795. (Digitalisat)
- Annalen des Preußischen Schul- und Kirchenwesens. J. F. Unger, Berlin 1800.[4]
- Vermischte Schriften. Unger, Berlin 1801. (Digitalisat)